# Управление „Научно-техническо осигуряване на отбраната“
Управление „Научно-техническо осигуряване на отбраната“ е институция към Министерството на отбраната на България, което съществува в периода 1961 – 2000 г., чиято дейност е свързана с научноизследователската, внедрителската и опитно-конструкторската дейност в българската армия, ръководство на военните научно-технически институти, патентна и метрологичната дейност, кактои с въвеждането на Евроатлантическите стандарти в българската армия.

## История
Първоприемникътна на управлението, Военнонаучния отдел при Генералния щаб е създаден със заповед на Министерството на народната отбрана (МЗ) № 00186 от 10 юли 1961 година. Четири години по-късно с МЗ № 0298 от 8 септември 1965 г. отделът е преименуван на Военно научно-техническо управление, като остава в подчинение на Генералния щаб и получава военнопощенски номер 35010. През 1975 г. е преименувано на Военнонаучно управление, след което през 1978 е преименувано на Научно-техническо управление, получава военнопощенски номер 26310 и преминава в подчинение на Министерството на народната отбрана. Вследствие на извършените организационно-щатни промени в Министерството на отбраната с министерска заповед № 0051 от 26 февруари 1992 г. е преименувано на Център за научно-техническо осигуряване на БА и получава военнопощенски номер 44840. През октомври същата година е реорганизиран в Управление „Научно-техническо осигуряване на БА“, което е на 1 януари 1994 г. е преименувано на Управление „Научно-техническо осигуряване на отбраната“, под което наименование е известно до закриването си на 26 май 2000 г.
Дейността на управлението се състои в:
- Организиране и ръководство на научноизследователската и опитно-конструкторската дейност в армията;
- Методическо ръководство на военните научно-технически институти;
- Координация на научноизследователската и внедрителската дейност в БА с научноизследователските институти, БАН и военноучебните заведения;
- Организиране, ръководство и отчет на патентната дейност в БА;
- Организиране, ръководство и отчет и отчита метрологичната дейност в БА;
- Координирне въвеждането на Евроатлантическите стандарти в БА.

Управление „Научно-техническо осигуряване на отбраната“ е закрито със заповед на Министерството на отбраната № ОХ – 119 от 21 февруари 2000 г., която е издадена в изпълнение на Устройствения правилник на МО, приет с ПМС № 162 от 10 август 1999 г., изменен и допълнен с ПМС № 199 и ПМС № 237 от 1999 г. Функциите на управлението се поемат частично от „Централно военно осигуряване, спедиция и кодификация“, Дирекция „Управление на доставките“ и Дирекция „Планиране на отбраната“.

## Наименования
През годините институцията носи различни имена според претърпените реорганизации:
- Военнонаучен отдел при Генералния щаб (10 юли 1961 – 8 септември 1965)
- Военно научно-техническо управление при Генералния щаб (8 септември 1965 – 1975)
- Военнонаучно управление при Генералния щаб (1975 – 1977)
- Научно-техническо управление – МНО (1978 – 26 февруари 1992)
- Център за научно-техническо осигуряване на БА (26 февруари 1992 – октомври 1992)
- Управление „Научно-техническо осигуряване на БА“ (октомври 1992 – 1 януари 1994)
- Управление „Научно-техническо осигуряване на отбраната“ (1 януари 1994 – 26 май 2000)